# Patrice Ollo
Patrice Derigobert Ollo N’Doumba, zumeist Patrice Ollo oder lediglich Ollo, (* 10. Januar 1986 in Okola) ist ein ehemaliger kamerunischer Fußballspieler.

## Karriere
Der aus Kamerun stammende Mittelfeldakteur spielte nachweislich bereits im Jahre 2006 im finnischen Herrenfußball, wobei er anfangs im Fußball von Oulu angesiedelt war und dabei unter anderem für Tervarit Oulu und den AC Oulu antrat. Später folgten Stationen wie der Vaasan PS (2007), FC Oulun Pallo (2008) und Rovaniemi PS (2008), ehe es den Rechtsfuß zum Kuopion PS zog, wo er schließlich zu einem Stammakteur avancierte und es bis zum Saisonende 2011 auf 50 Meisterschaftseinsätze, vier Tore und zwei Eigentore brachte. Nach einer längeren Pause spielte er dann bis zum Ende der Saison 2014 noch einmal beim AC Oulu und beendete danach seine Karriere.